# Tabernacolo di via dei Cappuccini

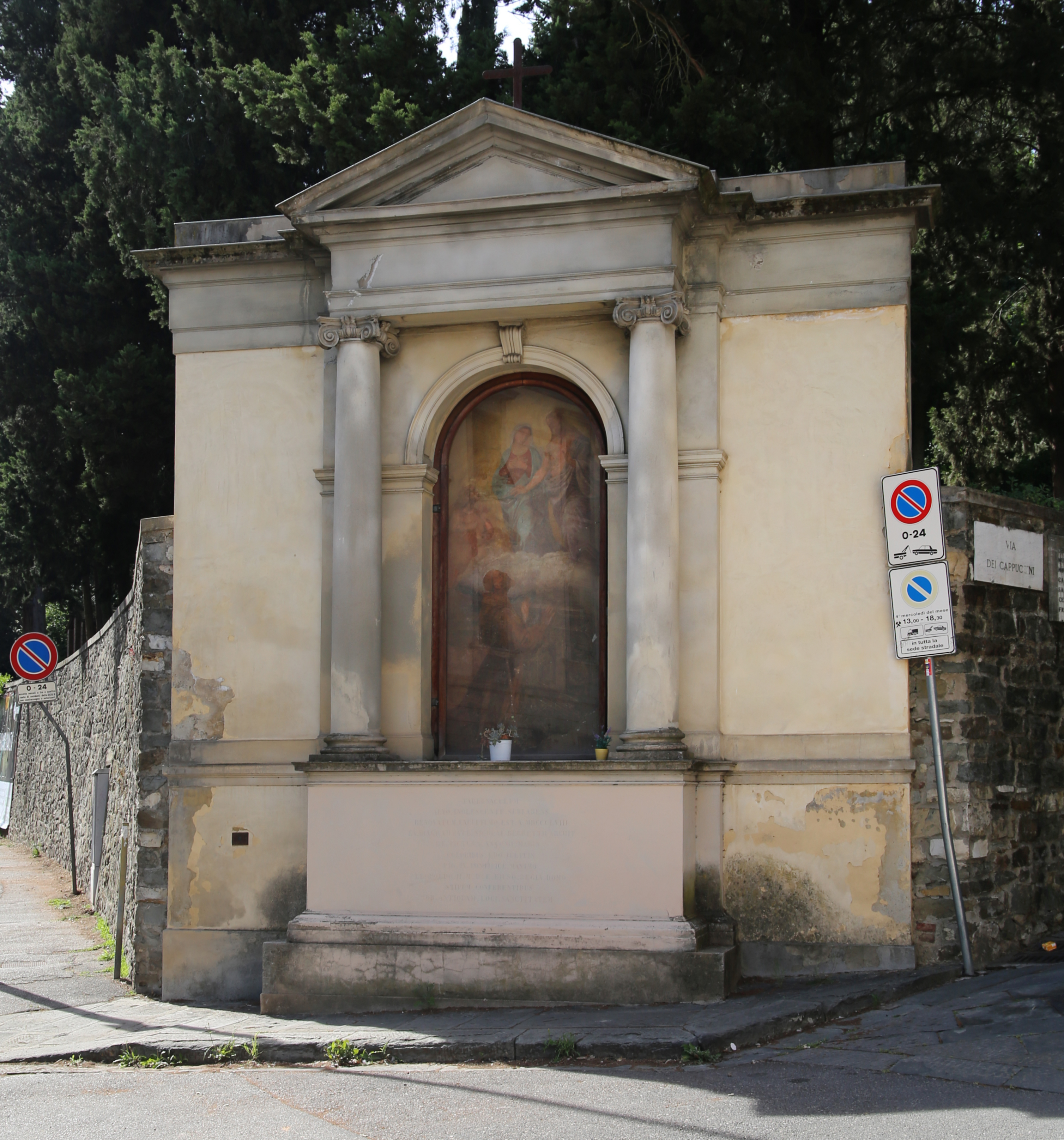
Tabernacolo di via dei Cappuccini

Il tabernacolo di via dei Cappuccini è un'edicola votiva monumentale di Firenze, situata all'angolo con via Vittorio Emanuele II, nei pressi della chiesa dei Santi Francesco e Chiara, alle pendici di Montughi. 

## Storia e descrizione
Il grande tabernacolo è composto da un'edicola disegnata dall'architetto Benetti, con due colonne ioniche in pietra serena e un'alta trabeazione con timpano triangolare, e contiene un affresco del Perdono d'Assisi, eseguito nel 1854 dal pratese Antonio Marini, pittore di corte. Questo tabernacolo fu realizzato per volontà del Padre Provinciale Leopoldo Corsellini da Firenze, a spese della famiglia Granducale e di Pio IX che era in visita in Toscana.
Nel più antico tabernacolo, situato prima in questo luogo, era invece rappresentata una Pietà affrescata da Giovan Battista Vanni.